# Мужская сборная Малайзии по кабадди
Мужская национальная сборная Малайзии по кабадди — представляет Малайзию на международных соревнованиях по кабадди. Управляющей организацией является Ассоциация кабадди Малайзии (англ. Kabaddi Association of Malaysia).

## Результаты выступлений

### Азиатские игры
| Год       | Победы         | Ничьи          | Поражения      | Место          |
| --------- | -------------- | -------------- | -------------- | -------------- |
| 1990—1998 | не участвовали | не участвовали | не участвовали | не участвовали |
| 2002      | 1              | 0              | 4              | 5              |
| 2006      | не участвовали | не участвовали | не участвовали | не участвовали |
| 2010      | 0              | 0              | 3              | 7              |
| 2014      | 1              | 0              | 2              | 5              |
| 2018      | 0              | 0              | 5              | 11             |